# Kadohadacho
Els kadohadacho (caddo: Kadawdáachuh) són una tribu d'amerindis dels Estats Units que formava part de la confederació caddo. Actualment forma part de la Nació Caddo d'Oklahoma.

## Història
Els kadohadacho vivien tradicionalment en les fronteres de Texas, Oklahoma, Arkansas, i Louisiana. Es dedicaven a l'agricultura de blat de moro, fesols, carabassa i nous, i fabricaven arcs i ceràmica per al comerç.
Algunes partides viatgeres de kadohadachos trobaren l'expedició d'Hernando de Soto en 1541, però els espanyols no van entrar al seu territori. En 1687, la tribu va donar la benvinguda als supervivents de l'expedició de La Salle a les seves viles de Texas. Des d'aquest punt en endavant, els kadohadacho mantingueren relacions d'amistat amb els francesos.
En els segles XVII i XVIII eren un dels tres grups de tribus caddo. El seu grup estava format per quatre comunitats assentades prop de la gran corba del Riu Red.
Durant el segle xviii van ser atacats i sovint assassinats o esclavitzats pels chickasaws. No obstant això, algunes restes de la tribu van fugir a l'oest, i es van unir als nassoni i natchitoches. A finals del segle xviii, els restants kadohadacho s'unirwn al seu parents nachitoches al nord-oest de Louisiana.

## Deportació
En 1845 el govern federal dels Estats Units traslladaren als kadohadacho i hasinai a la Reserva Brazos a Texas. El 1859, aquestes tribus foren traslladades de nou, amb altres tribus caddo, a Territori Indi en una reserva situada entre el riu Canadian i el riu Washita.

## Avui
Els kadohacho són membres registrats de la Nació Caddo d'Oklahoma, amb seu a Binger, Oklahoma, junt amb els hasinai, els hainai, i altres tribus caddo. El dialecte kadohachodel caddo, força relacionat amb els dialectes hasinai i natchitoche, encara és parlat avui.